# Școala de pictură de la Baia Mare
Școala de pictură de la Baia Mare a fost o mișcare artistică care a luat ființă în perioada Belle Époque în jurul pictorului  Simon Hollósy.

## Colecțiile muzeului

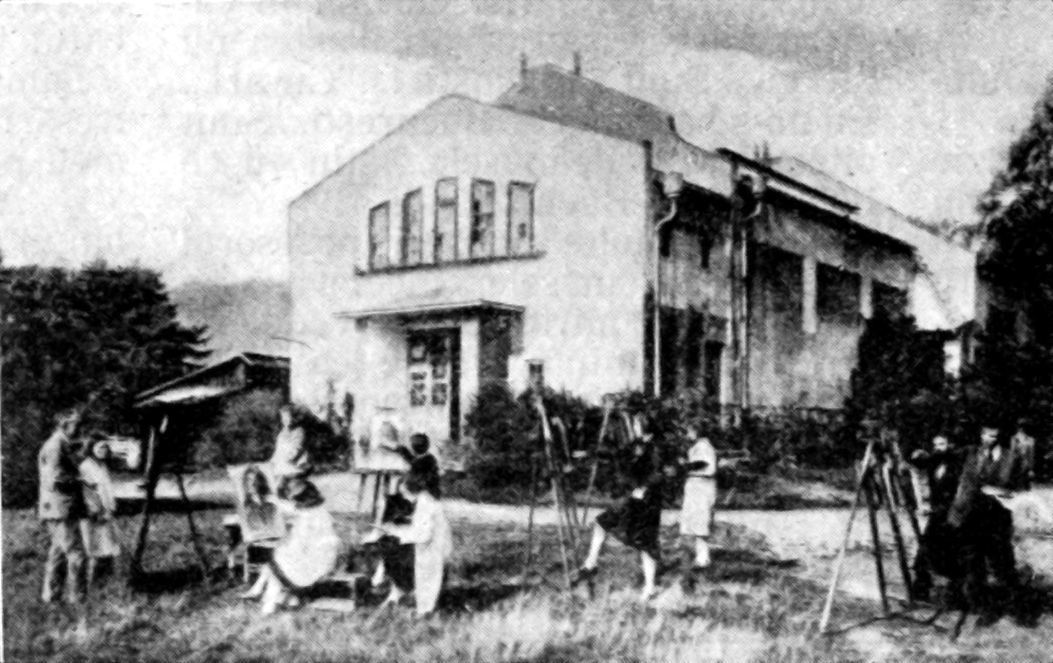
Tabăra de vară din anul 1930

Colecțiile muzeului numără peste 3.300 de piese care ilustrează arta europeană din secolele XVIII-XX, precum și arta modernă românească. Ceea ce îl evidențiază în plan național și continental sunt cele peste 250 de lucrări semnate de 90 de plasticieni care au activat în Centrul Artistic Baia Mare din 1896 până în prezent. 
Fenomen cultural complex și unic într-un areal euroregional extins, Centrul Artistic Baia Mare a parcurs (într-o cronologie propusă de Tiberiu Alexa, 1993) trei etape distincte: faza afirmării (1896-1918), faza dezvoltării (1919-1950) și faza diversificării (1951 - prezent). Aceste etape sunt marcate de mai multe momente importante; „anii Holloși”, revolta neomodernistă dintre 1906-1914, „anii Strâmbu” (1919-1920), polemica Mikola-Ziffer - Gh. Manu (1929-1931), criza deceniului patru și constituirea Societății Artiștilor Plastici din Baia Mare (1937), ș.a.m.d.

## Perioada Hollosy
În „anii Simon Hollósy”, colonia băimăreană funcționa după principiul „internaționalizării” taberelor de pictură, prin atragerea unui grup consistent de artiști care lucrau vara în Baia Mare și iarna la München (cf. T. Alexa, 1993). La începutul secolului al XX-lea, Hollosi se retrage la Teceu (1904) pentru a-și continua activitatea, „marea aventură europeană” a anilor de început, atenuându-se considerabil, cei mai mulți „coloniști” provenind din țările „imperiului bicefal” (Austria, Ungaria, Cehia, Voievodina etc.), iar „valorile interioare stabile se îndreaptă tot mai viguros spre exterior, schimbând Munchenul cu Parisul”.
Efervescența artistică din perioada respectivă a favorizat o asociere onorantă a Băii Mari cu sintagma de oraș al pictorilor. De-a lungul unui secol, timp în care activitatea artistică s-a desfășurat neîntrerupt în acest spațiu, peste 3.000 de artiști plastici (pictori, sculptori, graficieni, ceramiști, designeri), provenind din spațiul central și est european au activat (vremelnic sau permanent) în cadrul coloniei.
Apariția unor forme instituționale de manifestare a actelor și faptelor din domeniul artelor plastice (Societatea Pictorilor Băimăreni - 1911, Societatea Artiștilor Plastici din Baia Mare - 1937 și ulterior Filiala Baia Mare a Uniunii Artiștilor Plastici din România; respectiv Muzeul de Artă) a dat o nouă dimensiune fenomenului și o nouă titulatură: Centrul Artistic Baia Mare.